# Indisk räv
Indisk räv, bengalisk räv eller bengalräv (Vulpes bengalensis) är ett rovdjur i familjen hunddjur (Canidae) som förekommer endemiskt på den indiska halvön.
Arten är jämförelsevis okänd. Den första noggranna vetenskapliga undersökningen utfördes mellan 2005 och 2008 i samband med ett indisk-amerikanskt projekt. På det indoariska språket urdu kallas djuret, men även vissa andra rävar, för Loomari.
Den första vetenskapliga beskrivningen av arten offentliggjordes 1800 av den engelska biologen George Shaw som klassificerade arten som Canis bengalensis.

## Kännetecken
Indisk räv når vanligtvis en kroppslängd (huvud och bål) mellan 39 och 57,5 centimeter. Därtill kommer en 24,5 till 32 centimeter lång yvig svans. Mankhöjden ligger mellan 26 och 28 centimeter samt vikten mellan 1,8 och 3,2 kilogram (i vissa källor upp till 4 kilo). Den korta pälsen är på ovansidan sandfärgad till silvergrå och på undersidan ljusare till krämvit. Vid ögonen förekommer mörka märken som liknar svarta tårar. En röd skugga är ofta synlig på extremiteterna. Svansens spets är svart.

## Utbredning
Denna art har ett utbredningsområde som i norr begränsas av Himalayas södra sluttningar och i syd räcker till halvöns södra spets. Räven förekommer i Nepal, Pakistan, Indien och Bangladesh. Habitatet utgörs av öppna landskap som gräs- och buskskogar samt halvöknar. Räven undviker täta skogar och äkta öknar samt regioner som är täckta av alltför högt gräs. Arten finns ingenstans i stort antal. Dessutom varierar beståndet mellan olika år beroende på tillgång till föda. I Indien och Pakistan hotas arten huvudsakligen av jakt för nöjes skull. I mindre mått används köttet som mat och några av dess kroppsdelar i traditionell medicin.

### Status
Arten hotas huvudsakligen av jakt som tidsfördriv för regionens befolkning. Ofta påstås att jakten utförs som skydd för människans boskapsdjur, men dessa ingår inte i rävens byten. Räven hetsas även med hundar och ingångarna av bon blockeras med stenar.
Nomader i det indiska distriktet Tirunelveli använder självbyggda explosiva föremål för att döda räven. Köttet blir mat och andra kroppsdelar som tänder, klor, svansen och pälsen utgör en talisman för ägaren. Handeln med liknande produkter har bara lokal betydelse.
Dessutom hotas arten indirekt genom omvandling av levnadsområdet till jordbruksmark. Ett annat hot är pesticider från gödselämnen. Negativa är även naturliga förändringar som minskning av antalet gnagare under vissa perioder samt smittsamma sjukdomar.
Under en längre tid ansågs arten som icke hotad på grund av det stora utbredningsområdet. Under 1990-talet visades att populationen hade större luckor. Särskilda skyddsåtgärder för indisk räv finns inte än men aktivisterna hoppas att arten ökar i de områden som blev reservat för att skydda indisk trapp (Ardeotis nigriceps). Dessa reservat finns i delstaterna Karnataka, Andhra Pradesh, Madhya Pradesh, Maharashtra, Rajasthan och Gujarat.
IUCN listar arten fortfarande som livskraftig (least concern).

## Levnadssätt
Det antas att indisk räv lever i par som håller livet ut, men denna teori är inte godkänd av alla forskare. Större flockar uppstår ofta när ungdjur stannar längre hos föräldrarna. Vid jakten är indisk räv alltid ensam. Hos de populationer som är bättre kända sker parningen i december och januari. Hanar är under parningstiden ganska högljudda. Efter dräktigheten som varar i 50 till 53 dagar föder honan två till fyra (enligt andra uppgifter 3 till 6) ungar. Vid födelsen är ungarna 50 till 100 gram tunga och cirka 19 centimeter långa. De föds med slutna ögon. Ungarna diar sin mor ungefär tre veckor (enligt en annan källa upp till tre månader) och de blir könsmogna vid slutet av första levnadsåret eller under andra levnadsåret. Efter att ungarna börjat med fast föda hjälper även fadern vid uppfostringen genom att flytta mat till lyan eller genom att hålla uppsikt. Individer i fångenskap blev oftast 6 till 8 år gamla.
På grund av att räven hotas av människor jagar den nuförtiden under gryningen eller natten. Vid molnigt väder letar den även under dagen efter föda.
Indisk räv bygger olika sorter av bon. De enklare består vanligen av en kort tunnel med två ingångar. Här vistas räven bara kortvarigt. Den andra typen har flera tunnlar och ingångar och här föds även ungarna. I ingångarnas närhet finns liksom hos andra rävar mängder av avfall. Lyan grävs vanligen själv men ibland omvandlas jordhålor som skapades av ökenråttor. När indisk räv överger en lya övertas den ibland av en varg (Canis lupus) eller av en guldschakal (Canis aureus).
Denna art är en allätare (omnivor) som äter mindre djur, till exempel insekter, kräftdjur, ägg av fåglar, kräldjur, gnagare och andra små däggdjur. Dessutom äter de frukter som melon eller andra växtdelar som kikärtor. Vid matbrist äter räven även fårens färska spillning.